# Antonio Pérez Arnay
Antonio Pérez Arnay (Santa Cruz de Tenerife, 19 de mayo de 1959-ibídem, 2 de enero de 2012) fue un locutor de radio, escritor, crítico de cien y director cinematográfico.

## Biografía
Estudió Bachillerato en las Escuelas Pías en Santa Cruz de Tenerife. Mientras estudiaba filología clásica en la Universidad de La Laguna, comenzó a trabajar en el periódico La Tarde en 1980, como redactor de noticias relacionadas, preferentemente, con la cultura.
En el año 1980 publicó su primer libro dedicado a la actriz María Montez. En 1982 pasó a Radio Club Tenerife como DJ en los 40 Principales, Radio Minuto y Cadena Dial, y crítico de cine en programas de onda media como Tajaraste y El club de la tarde. En 1981 es nombrado presidente de la sección de cine del Círculo de Bellas Artes y forma parte del proyecto Yaiza Borges. En 1991 se convierte en delegado de la Cadena Dial. En 1995 escribe "María Montez, La reina del Tecnicolor", con introducción de su gran amigo Terenci Moix. Organiza varias exposiciones cinematográficas (El cine en sus manos) y comienza a trabajar en Antena 3 Televisión como productor (Pueblo a pueblo, Carnaval en Antena,....). En 1998 comienza a trabajar en Canal 7 Del Atlántico y en 1999 se desvincula del mundo de la información para desarrollar otro tipo de actividades (aunque nunca abandona sus diversas y amplias colaboraciones en periódicos y radios y también formando parte en diversos jurados relacionados con el mundo del séptimo arte). Falleció el 1 de enero de 2012.